# Marçay (Vienne)
Marçay – miejscowość i gmina we Francji, w regionie Nowa Akwitania, w departamencie Vienne.
Według danych na rok 1990 gminę zamieszkiwały 602 osoby, a gęstość zaludnienia wynosiła 20 osób/km² (wśród 1467 gmin regionu Poitou-Charentes Marçay plasuje się na 490. miejscu pod względem liczby ludności, natomiast pod względem powierzchni na miejscu 165.).